# Yvonne Baratte
Pour les articles homonymes, voir Baratte (homonymie).
Yvonne Baratte, née le 22 août 1910 dans le 16e arrondissement de Paris et morte le 25 mars 1945 au camp de concentration nazi de Ravensbrück, est une résistante française de la Seconde Guerre mondiale.

## Biographie

### Famille
Yvonne Marie-Louise Baratte naît le 22 août 1910 dans le 16e arrondissement de Paris.
Elle est la fille de Paul Baratte (1860-1928), inspecteur général des ponts et chaussées, et de Madeleine Tenting (1873-1952),.
Originaire de Lorraine, son père s’est établi dans la capitale française à la fin du XIXe siècle et dirige le service des eaux et de l’assainissement de la ville de Paris dans les années 1920.
Elle est la benjamine d'une fratrie de 3 enfants : une grande sœur, Françoise Baratte (1896-1954), épouse Dupuis, et un grand frère, Jacques Baratte (1898-1989), la précèdent.
Par ailleurs, elle est la nièce d'Henri Tenting (1851-1919), député de la Côte-d'Or, et est apparentée à Jacques Sevestre (1908-1940), compagnon de la Libération, ainsi qu'à Émile Baratte (1859-1928), général médecin.

### Enfance et formation
Yvonne Baratte grandit à Paris et réside au 34 rue Copernic puis à compter d'avril 1928 au 31 avenue Henri-Martin devenue aujourd'hui avenue Georges-Mandel.
Dans le cadre familial, elle connaît une enfance heureuse, marquée cependant de l'empreinte sévère de la Première Guerre mondiale.
Passionnée d'arts (peinture, dessin, gravure sur bois, décoration),, elle se forme à l'École nationale supérieure des arts décoratifs, puis à l'École des Beaux-Arts de Paris (1929),.
Yvonne devient peintre et graveur,,,. Elle participe notamment à l'Exposition universelle de 1937 à Paris dans la catégorie consacrée à l'illustration, aux livres illustrés et aux livres d'art,.
En parallèle de son métier, très tournée vers les autres, elle donne de son temps libre auprès de groupes d’enfants (chorale, théâtre, travaux manuels, découverte de la nature),,,,.

### Résistance
À la déclaration de guerre en 1939, elle rejoint son poste de mobilisation comme infirmière volontaire de la Croix-Rouge française, au H.O.E. No 20 (Hôpital d'Observation et d’Évacuation), hôpital de l'avant situé à Saint-Dizier. Puis, face à l'inaction de la drôle de guerre, elle se consacre au développement des foyers militaires.
Durant l'été 1940, elle est transférée à l'hôpital d'instruction des armées du Val-de-Grâce et dirige, à la caserne des Tourelles, transformée en centre de passage de réfugiés, un centre de 300 hommes,. Elle s'emploie à provoquer des évasions,, à établir des fausses identités, à organiser des passages en zone libre,.

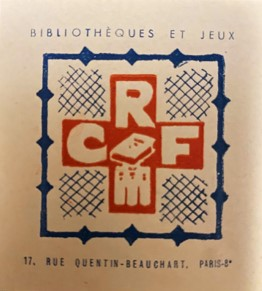
Étiquette de la Croix-Rouge française (bibliothèques des prisonniers civils).

En 1941, elle crée et dirige le Service des bibliothèques des prisonniers civils de la Croix-Rouge française, pour distribuer des livres dans les prisons allemandes,,,,,,,,.

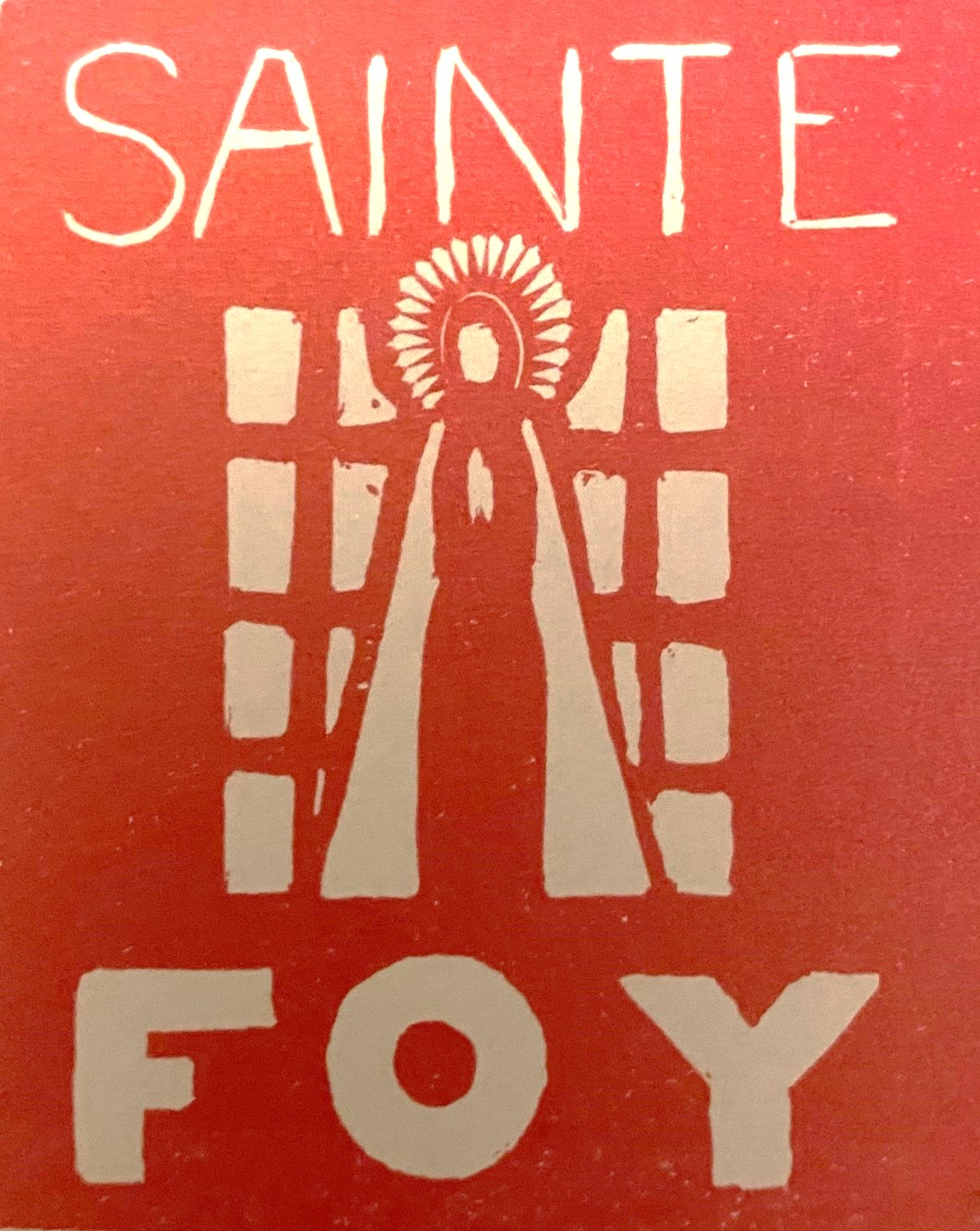
Étiquette de l'Œuvre Sainte-Foy.

Au printemps 1942, avec Marie-Hélène Lefaucheux, elle fonde l'Œuvre Sainte-Foy (service social de la Résistance) pour aider les détenus résistants des prisons franciliennes de l'occupant allemand,,,,,,,,,,,. De manière concrète, l'association confectionne et fournit des colis aux prisonniers,,,,,,,. Entre 1942 et 1944 cette œuvre de charité chrétienne distribue un total de 11 000 colis anonymes aux prisons franciliennes tenues par les Allemands (Fresnes, la Santé, Romainville, Cherche-Midi), et va jusqu'à livrer plus de 1 000 colis anonymes par mois en 1944,. Par ces actions officielles, elles établissent un système de communication entre les détenus des prisons parisiennes et l'extérieur. Ce système, en liaison avec le service social des MUR (Mouvements Unis de la Résistance) de la zone Sud, donnera naissance plus tard au COSOR (Comité des œuvres Sociales de la Résistance),,,.
Malgré les risques qui se multiplient, elle s’engage dans les activités clandestines de la Résistance : soutien aux prisonniers et fusillés, fourniture de faux papiers, hébergement de clandestins, recueil et transmission de renseignements,.
Elle n'appartient pas formellement à un réseau ou mouvement de Résistance, mais est proche du mouvement Organisation Civile et Militaire (OCM), auquel appartient son frère Jacques et de nombreux responsables et bénévoles de l’Œuvre Sainte-Foy.
En 1944 en vue de l'imminente Libération de Paris, elle est désignée comme chef de l’équipe de liaison féminine des Forces françaises de l'intérieur (FFI) pour le 16e arrondissement de Paris,,,.

### Arrestation et internement
En juillet 1944 les Allemands sont sur la défensive depuis le débarquement de Normandie mais n’en redoublent pas moins d’efforts pour démanteler les réseaux de Résistance et arrêter leurs responsables. Du fait de son rôle, Yvonne Baratte est de plus en plus exposée.
Sur le vu d'une lettre suspecte, elle est arrêtée à son domicile familial du 31 avenue Henri-Martin (16e arrondissement) le 11 juillet 1944 par la Gestapo (Friedrich Berger et 5 hommes de son équipe),,,,. Elle leur tient tête et réussit en leur présence à faire disparaître tous les documents compromettants qu’elle détient et à prévenir plusieurs membres de son réseau,,.
Emmenée dans l'antenne de la Gestapo du 180 rue de la Pompe (16e arrondissement), elle est horriblement torturée toute la nuit,,,,,,,. Elle ne parle pas,,,,. Un passage ensuite au siège de la Gestapo du 11 rue des Saussaies (8e arrondissement) est possible mais incertain.
Internée au centre pénitentiaire de Fresnes,,, elle y reste un peu moins d'un mois sans être jugée, puis, le 8 août 1944 est transférée au fort de Romainville,,,,,,.

### Déportation et mort

#### Convoi

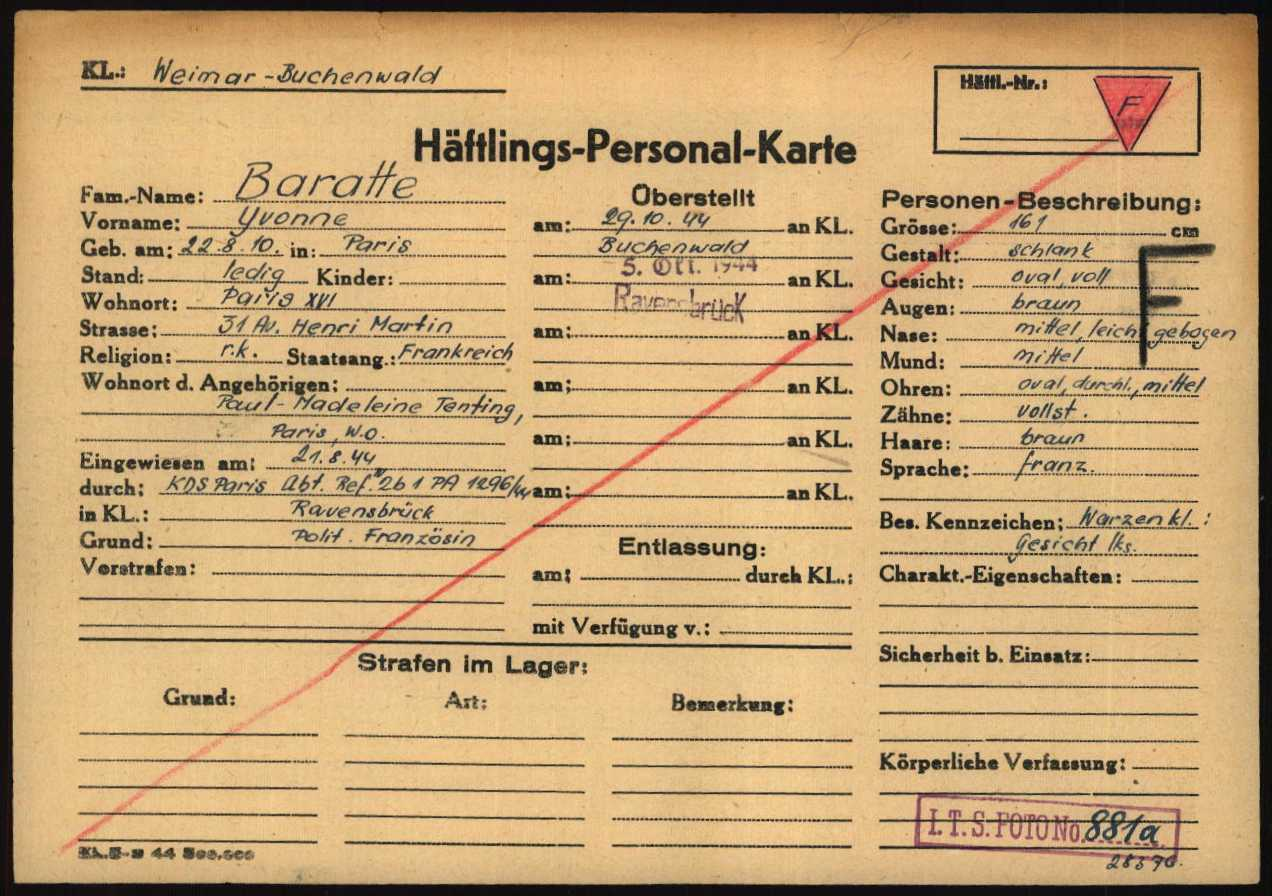
Carte d'internement d'Yvonne Baratte.

Dix jours avant la Libération de Paris, l'occupant allemand vide ses prisons et lance un dernier convoi francilien de quelques milliers de résistants français vers les camps du Reich. Ce train de wagons à bestiaux part de la gare de marchandises de Pantin le 15 août 1944. Il s'agit du convoi I.264, dit des « 57 000 », nommé ainsi en raison de la série de matricules attribués aux déportées. Yvonne Baratte en fait partie,,,, et reçoit le matricule 57 769,,.
Les hommes pénètrent le 20 août 1944 au camp de concentration de Buchenwald, tandis que les femmes arrivent le 21 août 1944 au camp de concentration de Ravensbrück,.

#### Camp de concentration et Kommandos
Dans le camp de concentration pour femmes de Ravensbrück et les Kommandos de travail forcé, Yvonne Baratte poursuit sa résistance par sa dignité, son optimisme, son énergie et son humanité profonde,,,. Elle puise dans sa foi chrétienne force et courage pour soutenir ses camarades de déportation dans les souffrances quotidiennes,,,,,,,,,,,,,,,.
En septembre 1944, avec un groupe de 500 Françaises, elle est transférée au Kommando de travail forcé de Torgau,,,,,,, dépendant du camp de Buchenwald, où les détenues sont employées à la fabrication de munitions. Avec ses camarades, elle refuse de travailler à l'effort de guerre allemand,,,. Les réfractaires sont ramenées à Ravensbrück, avant d'être envoyées en camp de représailles.
Ainsi, à partir de novembre 1944, elle est transférée à Königsberg-sur-Oder,,. Là, à peine vêtues, à peine nourries, et par des températures souvent négatives, les déportées sont utilisées à des travaux exténuants : terrassement d'un champ d'aviation et bûcheronnage en forêt,,,,,.
Début février 1945, devant l'avancée des armées soviétiques, les SS abandonnent précipitamment le camp, mais reviennent finalement 3 jours plus tard chercher les déportées pour les emmener à coup de crosse, à pied, à travers la neige, jusqu'à Ravensbrück, où elles parviennent à bout de force, pour celles qui ne sont pas mortes d'épuisement en chemin ou ont été abattues,.
Le 15 février 1945 elle est à nouveau transférée, cette fois-ci à Rechlin, camp de travail féminin dépendant de Ravensbrück, hébergeant un Kommando servant à la construction d'un aérodrome. Les déportées y creusent des tranchées mais leur épuisement est tel qu'elles sont finalement enfermées à 800 dans une salle des fêtes avec tout juste 100 grammes de pain par jour,.

#### Mort
Durant les derniers mois du Troisième Reich la mortalité dans les camps nazis atteint son paroxysme.
Le 2 mars 1945 les rescapées de Rechlin, dont elle fait partie, sont ramenées à Ravensbrück, dans un état déplorable,,, comme le raconte Germaine Tillion : « Elles n'étaient plus reconnaissables...chez toutes, ce même regard de bêtes agonisantes. »
La faim, les transferts incessants d’un camp à l’autre, le travail harassant et le froid glacial viennent à bout des dernières forces d'Yvonne Baratte,. Elle demande son admission au Revier du camp le 24 mars 1945,.
Elle meurt d'une dysenterie aigüe à 34 ans le 25 mars 1945 au Revier de Ravensbrück, soit quelques jours avant la libération du camp,,,,,,,,,,.

## Vie privée
Yvonne Baratte est célibataire,, sans enfant.

## Publication
- Yvonne Baratte et Yvonne Debaisieux (préf. Jacques Merle), Plein-air : Chansons recueillies par Yvonne Baratte, avec le concours d'Yvonne Debaisieux et un groupe de campeurs, Saint-Brieuc, Les presses bretonnes, 1939, 143 p.[125],[126].

## Distinctions

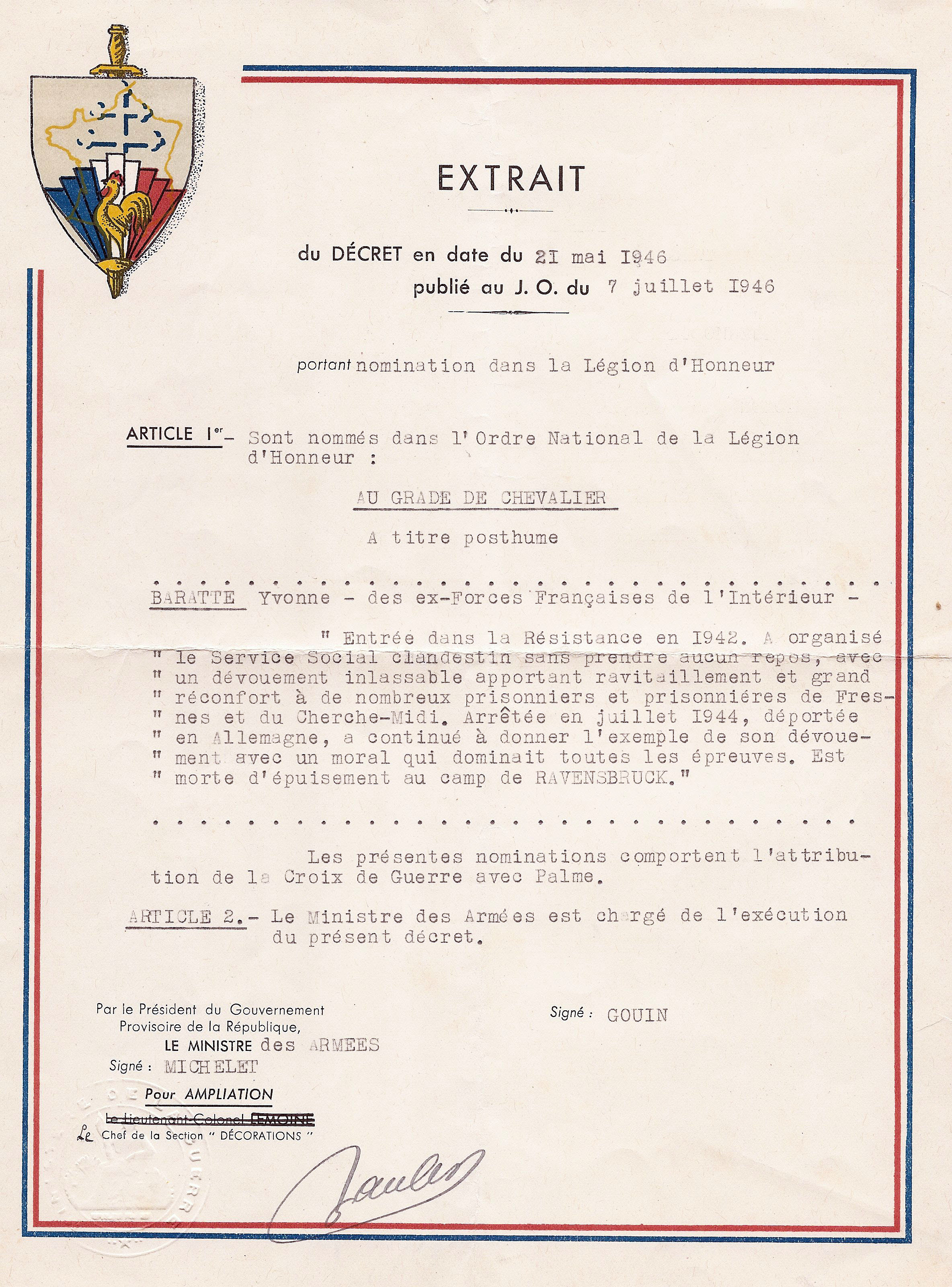
Nomination d'Yvonne Baratte comme chevalier de la Légion d'honneur (à titre posthume) en 1946.

### Décorations
Yvonne Baratte est récipiendaire, à titre posthume, des décorations suivantes :
- Chevalier de la Légion d'honneur à titre militaire (décret du 21 mai 1946)[127], remise à sa mère le 10 juin 1947 dans la cour d'honneur de l'hôtel des Invalides[25] par le général Revers, chef d'état-major général de l'Armée[128] ;
- Croix de guerre 1939-1945, palme de bronze (comprise dans sa nomination de chevalier de la Légion d'honneur)[127] ;
- Médaille de la Résistance française avec rosette (décret du 3 octobre 1946)[129] ;
- Chevalier de l’Ordre de la Santé Publique (décret du 9 juillet 1945)[130] ;
- Grande médaille d'honneur de la Croix-Rouge française.

### Citation
Sa nomination dans l'ordre de la Légion d'honneur s'accompagne de la citation suivante :

« Entrée dans la Résistance en 1942. A organisé le Service Social clandestin sans prendre aucun repos, avec un dévouement inlassable, apportant ravitaillement et grand réconfort à de nombreux prisonniers et prisonnières de Fresnes et du Cherche-Midi. Arrêtée en juillet 1944, déportée en Allemagne, a continué à donner l'exemple de son dévouement avec un moral qui dominait toutes les épreuves. Est morte d'épuisement au camp de Ravensbrück. »

### Reconnaissance
- Morte pour la France (1946)[131],[132].
- Morte en déportation (1987)[133],[124].
- Déporté résistant (1966)[12].

## Hommages et postérité

### Odonymie
Son nom a été donné à :

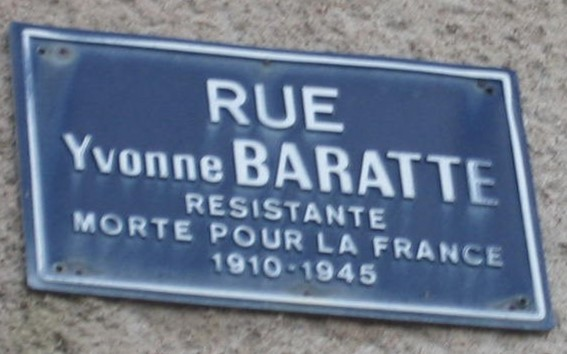
Rue Yvonne Baratte à Villette (54).

- une rue du village de Villette (Meurthe-et-Moselle) desservant le château familial depuis mars 1968[6].
- une allée de Saint-Nazaire (Loire-Atlantique) depuis le 30 mars 2007[Note 6].

### Monuments aux morts
Son nom figure sur la liste des morts pour la France :
- du monument aux morts du cimetière communal de Villette (Meurthe-et-Moselle)[131].
- du tableau commémoratif dans l'église Saint-Symphorien de Villette (Meurthe-et-Moselle)[131].
- de la crypte dédiée à Notre-Dame de la Paix dans l'église de Marie-Médiatrice-de-Toutes-les-Grâces dans le 19e arrondissement de Paris, parmi d’autres déportés morts sans sépulture.

### Marraine
Après-guerre elle est choisie comme marraine d'une promotion de l’École Suzanne Pérouse (IFSI de la Croix-Rouge française).

### Expositions
Son parcours et ses dessins en déportation sont exposés de manière permanente au Centre de la Résistance, de la déportation et de la mémoire de Blois.
Elle fait partie des 16 femmes dont le parcours est présenté dans le cadre de l'exposition temporaire « Déportées à Ravensbrück, 1942-1945 » organisée par les Archives nationales (site de Pierrefitte-sur-Seine) du 3 février au 16 juin 2023,.

### Témoignages
Plusieurs de ses camarades résistantes et déportées témoignent sur elle après la guerre :
- Sunneva Sandoe, alias Sunny Sander, déportée-résistante[135],[136] qui a connu Yvonne Baratte à Romainville et Torgau : « Yvonne Baratte est une belle figure française, témoin de cette culture qui a toujours su représenter la dignité, la haute tenue morale et la beauté, même dans les moments où l'esprit semblerait devoir perdre tous ses droits. »[137] ;
- Yvonne Pagniez (1896-1981), déportée-résistante[138] qui a connu Yvonne Baratte par le mouvement OCM, le convoi, Ravensbrück et Torgau[139] : « Jamais abattue, jamais découragée, elle était près de toutes celles qui avaient besoin d'un réconfort, près des malades, des désespérées, des mourantes ; elle avait cette lumineuse espérance qui rayonne, dont le secret est dans une totale acceptation de la volonté divine, et toute son âme était dans ce rayonnement, épandu sur les autres, sans jamais aucun retour vers soi. »[140] ;
- Paule Chaumat (future Mme Georges Reynaud) (1920-2013), résistante[141] qui a connu Yvonne Baratte par les œuvres sociales de la Résistance : « Elle avait cette foi lorraine, obstinée et irrésistible dans les destinées et la gloire de la France ; pour elle, les raisonnements raisonnables n'avaient pas de valeur et, même aux plus noirs moments, sa croyance en la victoire finale n'a pas faibli un moment. »[142].

### Ouvrages biographiques sur Yvonne Baratte
- Jacques Baratte, Notre Yvonne : en mémoire de Yvonne Marie-Louise Baratte, avec les témoignages de Irène Delmas, Sunny Sander, Anise Postel-Vinay, Yvonne Pagniez, Marie Médard, Hélène Maspero, Ariane Kohn, Jeannie Rousseau, Raymonde Révillon, Ginette Fabre, Adrienne Steverlynck, Yvette Gouineau, Pierre de Chevigny, Henri Gousset, Paule Chaumat, Marie-Hélène Lefaucheux, Paris, Henri Colas, 1951, 85 p..
- Nicole Le Prat, Âme et cendres : témoignages de survivantes des camps nazis en souvenir d'Yvonne Baratte, morte à Ravensbrück, Blois, 2005, 60 p..

### Ouvrages mentionnant Yvonne Baratte
- Amicale de Ravensbrück et Association des Déportées et Internées de la Résistance (ADIR), Les Françaises à Ravensbrück, Gallimard, 1965, 352 p. (ISBN 9782070248438), p. 200, 234, 237, 241, 246.
- Christian Bernardac, Déportation 1933-1945, vol. 2, France-Empire, 1993 (lire en ligne), p. 596, 600.
- Marie-Josèphe Bonnet, Tortionnaires, truands et collabos : La bande de la rue de la Pompe, 1944, Rennes, Éditions Ouest-France, 2013, 189 p. (ISBN 9782737360428), p. 98 et 99.
- (en) Martin W. Bowman et Alfred Newton, RAF Escapers and Evaders in WWII, Pen & Sword Books, 2015, 240 p. (ISBN 9781473850477, lire en ligne), chap. 12 (« Yvonne »).
- Monique de Causans (préf. Mgr Henri Brincard), Sœur Jeanne d'Arc (o.p.), ma sœur : Jacqueline de Chevigny (1911-1993), Desclée de Brouwer, 17 mars 2000, 481 p. (ISBN 978-2220047690), p. 76, 77, 136, 137
- Gérard Cholvy, Religion et société en France : 1914-1945, Privat, 2002 (ISBN 9782708968455, lire en ligne), p. 240.
- Michèle Cointet, Les françaises dans la guerre et l'Occupation, Fayard, 2018, 320 p. (ISBN 9782213702896, lire en ligne).
- (en) Margaret Collins Weitz, Sisters in the Resistance : How women fought to Free France, 1940-1945, Wiley, 1995, 350 p. (ISBN 9780471196983, lire en ligne), p. 322.
- (de) Margaret Collins Weitz, Frauen in der Résistance, Unrast, 2002, 427 p. (ISBN 9783897714106, lire en ligne), p. 232, 405.
- Comité supérieur des œuvres sociales en faveur des étudiants et de l'Union nationale des associations générales des étudiants de France, Le Courrier de l'étudiant, Paris (no 11), mai 1945 (lire en ligne), vue 2/7.
- Croix-Rouge française, Au service de la Croix-Rouge française sous l'Occupation, 1940-1944, 1948, 111 p. (ISBN 9782307515494, lire en ligne), p. 5 et 58.
- Élisabeth Dufourcq, Histoire des chrétiennes, t. 2 : De la découverte des Nouveaux Mondes aux chocs de la modernité, Paris, Tallandier, coll. « Texto », novembre 2015, p. 1106-1109.
- (en) Krzysztof Dunin-Wąsowicz, Resistance in the Nazi Concentration Camps : 1933-1945, PWN-Polish Scientific Publishers, 1982, 436 p. (ISBN 9788301029890, lire en ligne), p. 361.
- Jacques Duquesne, Les catholiques français sous l'occupation, Grasset, avril 2014, 458 p. (ISBN 9782246116097, lire en ligne).
- (de) Insa Eschenbach, Thomas Rahe et Gabriele Hammermann, Religiöse Praxis in Konzentrationslagern und anderen NS-Haftstätten, Wallstein Verlag, coll. « Beiträge zur Geschichte der nationalsozialistischen Verfolgung », 2021, 213 p. (ISBN 9783835350151, lire en ligne), p. 55 et 62.
- Marie Fillet-Médard, Souvenirs de la naissance au mariage, Hélène Fillet, 2008, 218 p., p. 113, 122, 125, 128, 145, 188, 190, 191, 192, 203.
- Mélina Gazsi, Paris, les héroïnes oubliées de la Libération, Vuibert, 2024, 272 p. (ISBN 9782311151176, lire en ligne), chap. 3 (« Elles étaient infirmières et médecins »), Biographie d’Yvonne Baratte pp. 56 et 57.
- (en) Charles Glass, Americans in Paris: Life and Death Under Nazi Occupation, 2011, 524 p. (ISBN 9780143118664, lire en ligne), p. 394.
- Henri Gousset, Dites à la Kommandantur que je l'emm... : Une ville et son maire en zone interdite (1940-1944), 1980, 270 p. (ISBN 978-2213009292, lire en ligne), p. 159.
- Claude de Granut, Le piano et le violoncelle, Éditions du Rocher, 2013, 112 p. (ISBN 9782268075730, lire en ligne).
- René Hostache, Le Conseil national de la Résistance : les institutions de la clandestinité, Presses universitaires de France, 1958, 498 p. (lire en ligne), p. 329.
- Charles Klein, Le Diocèse des barbelés (1940-1944), Paris, Fayard, 1er janvier 1973, 403 p. (lire en ligne), p. 242.
- Marie-Elisabeth Kocher, Le sourire de Ravensbrück : Biographie d’Yvonne Kocher, dite Nanouk, Paris, Société des messageries évangéliques, 1947, 138 p. (lire en ligne), p. 127, 128 et 132.
- Marie Kuhlmann, Histoire des bibliothèques françaises, Les bibliothèques du XXe siècle (1914-1990), Éditions du Cercle de la Librairie, 2009, 1208 p. (lire en ligne), « Les bibliothèques dans la tourmente ».
- Michel Lagrée, Gérard Cholvy et Yves-Marie Hilaire, Histoire religieuse de la France contemporaine, vol. 44, t. 3, Toulouse, Privat, 1988, 569 p. (ISSN 0395-2649 et 1953-8146, DOI 10.1017/s0395264900069948, lire en ligne), chap. 5, p. 1306-1308.
- Dominique Lapierre et Larry Collins, Paris brûle-t-il ?, Robert Laffont, coll. « « Ce jour-là » », 1964, 404 p. (ISBN 978-0446392259, lire en ligne), p. 61, 62 et 98.
- Jean-Pierre Le Crom, Au secours, Maréchal ! : L'instrumentalisation de l'humanitaire (1940-1944), PUF, 13 février 2013, 360 p. (ISBN 9782130619383, lire en ligne), chap. 8 (« Résistances »).
- Philippe Mezzasalma, Choix sous contraintes : Survivre et décider dans l'univers concentrationnaire, ENS éditions, coll. « Sociétés, espaces, temps », 17 avril 2025, 269 p. (ISBN 979-10-362-0813-3, lire en ligne), chap. 3 (« Résister et témoigner : le combat des déportées de France, 1940-1945 »), p. 59-79
- Yvonne Pagniez, « Le "Magnificat" des forçats », Revue Etudes, Compagnie de Jésus,‎ 1946, p. 51 à 61 (lire en ligne, consulté le 21 juillet 2023).
- Yvonne Pagniez, Scènes de la vie du bagne, Paris, Flammarion, 1946, 195 p., p. 13, 97-99, 110-117, 134, 157, 183, 193.
- Yvonne Pagniez (préf. Jacqueline Fleury), Évasion 44 : suivi de Souvenirs inédits de la Grande Guerre, Flammarion, 1949, 269 p. (ISBN 9782866457266, lire en ligne), chap. 1.
- Yvonne Pagniez, Ils ressusciteront d'entre les morts, Ouest-France, 1979, 197 p. (ISBN 9782858822355, lire en ligne), p. 136, 164, 178.
- Justine Picardie, Miss Dior. Muse et résistante : le destin insoupçonné de Catherine Dior, Flammarion, 2021, 384 p. (ISBN 9782080257871, lire en ligne), p. 109, 117, 128, 152.
- Martine Poulain, Histoire des bibliothèques françaises: Les bibliothèques au XXe siècle, 1914-1990, Éd. du Cercle de la librairie, 2009 (ISBN 978-2-7654-0973-1, lire en ligne), p. 246.
- France Poulain et Élisabeth Poulain, L'esprit du camping, Éditions Cheminements, 2005, 311 p. (ISBN 9782844783820, lire en ligne), p. 27.
- Jacques Prévotat, Être chrétien en France au XXe siècle, de 1914 à nos jours, Seuil, 1998, 281 p. (lire en ligne), p. 76.
- Pierre Taittinger, Et Paris ne fut pas détruit…, Paris, l'Élan, 1948, 319 p. (lire en ligne), p. 145.
- Élisabeth Terrenoire, Combattantes sans uniforme: les femmes dans la résistance, Bloud et Gay, 1946, 126 p. (lire en ligne), p. 80, 82, 83, 84, 111, 125.
- Laurence Thibault et Association pour des études sur la résistance intérieure, Les femmes et la résistance, La Documentation française, coll. « Cahiers de la Résistance », 2006, 175 p. (ISBN 9782110060921, lire en ligne), p. 81, 99 et 107.
- Simone de Thomassin de Montbel, Brindilles : croquis et récits, 1991, 257 p. (ISBN 9782307413462, lire en ligne), p. 82, 88 et 89.
- Béatrix de Toulouse-Lautrec, J'ai eu 20 ans à Ravensbrück : La victoire en pleurant, 1991, 312 p. (ISBN 9782262057190, lire en ligne), p. 152, 184, 192, 204, 205.
- Union des combattants volontaires de la Résistance et des cadets de la Résistance de la Haute-Loire, Témoignages de résistants: 1940-1945, Éd. Jeanne-d'Arc, 2003, 171 p. (ISBN 978-2-911794-26-1, lire en ligne), p. 22.
- Justin Vaïsse, On s'est retrouvés là… : Pierre et Hélène de Chevigny : souvenirs de guerre, souvenirs de paix, 2004, 224 p. (ISBN 2952321302), p. 102.
- Alfred Wahl, Mémoire de la Seconde Guerre mondiale : actes du colloque de Metz, 6-8 octobre 1983, Centre de recherche Histoire et civilisation de l'Université de Metz, 1984, 301 p. (ISBN 9782857300168, lire en ligne), p. 161.
- Olga Wormser-Migot, Le Retour des déportés : Quand les alliés ouvrirent les portes, L'Archipel, 1985, 349 p. (ISBN 9782377354412, lire en ligne), p. 173.
- Limore Yagil et François-Georges Dreyfus, La France, terre de refuge et de désobéissance civile, 1936-1944 : Histoire de la désobéissance civile: implication des corps de métiers, Éditions du Cerf, 2010, 480 p. (ISBN 978-2-204-08863-3, lire en ligne), p. 284.

## Fonds d'archives
- Dossier "Mort en déportation" d'Yvonne Baratte au SHD (site de Caen) : cote AC 21 P 421016[12].
- Dossier sur Yvonne Baratte aux archives de l'ADIR (Association des Déportées et Internées Résistantes) à La Contemporaine (ex-BDIC) à Nanterre : cotes F/DELTA//RES/0797/51[143] et OBJ 3452/21/1-2[144].
- Fonds Yvonne Baratte aux Archives nationales (site de Pierrefitte-sur-Seine) depuis 2022 : cote 72AJ/3645[145],[146].
- Fiche Yvonne Baratte dans le fichier des infirmières bénévoles de la Croix-Rouge française aux Archives nationales (site de Pierrefitte-sur-Seine) : cotes 20200062/13 et 20200062/33.
- Fiche Yvonne Baratte dans le fonds Germaine Tillion des déportées à Ravensbrück du Musée de la Résistance et de la Déportation (Besançon).